# Lus van Linne
De Lus van Linne is een sterk versneden gebied binnen een in de jaren 20 van de 20e eeuw afgesneden Maasbocht die verliep tussen Linne en Merum. Een stuw, de Stuw Linne, werd in de Maas gebouwd. De scheepvaart verliep sindsdien via Sluis Linne bij buurtschap Osen.
Het gebied binnen de lus werd in de jaren tussen 1942 en 1982 sterk vergraven ten behoeve van de grindwinning, waarbij plassen ontstonden als de Gerelingsplas, de Spoorplas en de Osenplas. Deze plassen zijn door dammen van elkaar gescheiden. De plas in de kop van de lus werd opgevuld met klei en diende sindsdien opnieuw een agrarisch gebruik. De Spoorplas dankt zijn naam aan de winning aldaar van ballastgrind voor spoorwegen. Deze winning kwam al in de jaren 70 van de 20e eeuw tot een eind.
Aldus ontstond een gebied van 180 ha, dat voor 90 ha uit grindplassen bestond, voor 60 ha uit landbouwgrond, en voor het overige deel uit zachthoutooibos (10 ha) en grindgraslanden (20 ha). Naast dit alles neemt de Maasbocht zelf 55 ha in beslag, en is er nog een strook landbouwgrond nabij de sluis, van 10 ha.
Omstreeks 2010 werd besloten het geheel in te richten als doorstroomgebied voor de Maas en als natuurterrein. Vanaf 2001 was een deel van de oevers rond de lus al in bezit van de Stichting Limburgs Landschap (Overlaat van Linne en Isabellegreend en Ooldergreend).